# 문정희 (배우)
문정희(1976년 1월 12일 ~ )는 대한민국의 배우이다.

## 학력
- 한국예술종합학교 연극원 연기과 예술사 (졸업)

## 배우 활동
1998년 극단 학전에서 연극 《의형제》로 연극배우로 정식 데뷔하였다.

### 영화
- 2001년 영화 《나도 아내가 있었으면 좋겠다》 ... 여행원 역
- 2001년 영화 《고양이를 부탁해》 ... 팀장 역
- 2001년 영화 《개집이 있던 자리》
- 2002년 영화 《쓰리》 ... 현주 역
- 2003년 영화 《여고괴담 3: 여우계단》 ... 무용 선생 역
- 2004년 영화 《하류인생》 ... 홍수비 역
- 2004년 영화 《바람의 전설》 ... 지연 역
- 2005년 영화 《파랑주의보》 ... 순임 / 순임 딸 역
- 2006년 영화 《야수》 ... 진우의 아내, 윤정민 역
- 2006년 영화 《강적》 ... 여 가수 역
- 2007년 영화 《쏜다》 ... 만수 처, 한경순 역
- 2010년 영화 《카페 느와르》 ... 미연 1 역
- 2010년 영화 《해결사》 ... 오경신 역
- 2011년 영화 《미안해, 고마워》 ... 수의사 역 (특별출연)
- 2012년 영화 《연가시》 ... 경순 역
- 2013년 영화 《숨바꼭질》 ... 주희 역
- 2014년 영화 《카트》 ... 혜미 역
- 2014년 영화 《아빠를 빌려드립니다》 ... 지수 역
- 2016년 영화 《판도라》 ... 정혜 역
- 2018년 영화 《7년의 밤》 ... 강은주 역 (특별출연)
- 2018년 영화 《암수살인》 ... 여 검사 역
- 2020년 영화 《내가 죽던 날》 ... 정미 역
- 2022년 영화 《리미트》 ... 서혜진 역
- 2023년 영화 《승부》
- 2023년 영화 《노량: 죽음의 바다》 ... 방씨 부인 역
- 2024년 영화 《원정빌라》 ... 신혜 역
- 2025년 영화 《승부》 ... 정미화 역

### 드라마
- 2004년 MBC 단막극 《MBC 베스트극장 - 그림자 놀이》 ... 명이 역
- 2004년 MBC 신개념콤팩트드라마 《한뼘드라마 - 사랑의 기쁨》 ... 언니 역
- 2005년 KBS 단막극 《드라마시티 - 아빠 돈 내세요》 ... 한마리 역
- 2005년 MBC 대하드라마 《신돈》 ... 해비이씨 역
- 2006년 SBS 미니시리즈 《연애시대》 ... 유경 역
- 2006년 MBC 단막극 《MBC 베스트극장 - 네가 형부가 될 수 없는 오만가지 이유》 ... 나영주 역
- 2006년 SBS 미니시리즈 《독신천하》 ... 서혜진 역
- 2006년 SBS 미니시리즈 《연인》 ... 상택의 처 역
- 2007년 KBS 주말연속극 《행복한 여자》 ... 이지숙 역
- 2007년 MBC 미니시리즈 《에어시티》 ... 서명우 역
- 2008년 SBS 아침드라마 《며느리와 며느님》 ... 이순정 역
- 2008년 SBS 프리미엄 드라마 《달콤한 나의 도시》 ... 남유희 역
- 2009년 KBS 대하드라마 《천추태후》 ... 문화왕후 김씨 역
- 2009년 SBS 연말특집극 《아버지의 집》 ... 이현재 역
- 2010년 SBS 미니시리즈 《오! 마이 레이디》 ... 한정아 역
- 2010년 KBS 단막극 《KBS 드라마 스페셜 - 마음을 자르다》 ... 윤선영 역
- 2011년 KBS 주말연속극 《사랑을 믿어요》 ... 김영희 역
- 2011년 SBS 미니시리즈 《천일의 약속》 ... 장명희 역
- 2011년 KBS 일일연속극 《당신뿐이야》 ... 차도영 역
- 2012년 KBS 단막극 《KBS 드라마 스페셜 - 스틸사진》 ... 서은수 역
- 2013년 JTBC 주말연속극 《맏이》 ... 어머니 박정심 역 (특별출연)
- 2014년 MBC 주말 특별기획 《마마》 ... 서지은 역
- 2015년 MBC 미니시리즈 《달콤살벌 패밀리》 ... 김은옥 역
- 2019년 SBS 금토드라마 《배가본드》 ... 제시카 리 역
- 2020년 JTBC 월화드라마 《날씨가 좋으면 찾아가겠어요》 ... 심명여 역
- 2020년 JTBC 수목드라마 《쌍갑포차》 ... 현옥 역 (특별출연)
- 2020년 OCN 토일드라마 《써치》 ... 김다정 역
- 2021년 OCN 토일드라마 《타임즈》 ... 김영주 역
- 2024년 Netflix 오리지널 드라마 《The 8 Show》 … 문정 역

### 공연
- 1998년 연극 《의형제》
- 2001년 뮤지컬 《록키호러쇼》
- 2003년 뮤지컬 《그리스》
- 2009년 연극 《New 강풀의 순정만화》

## 방송
- 2011년 tvN 《브런치》 ... MC

게스트
- KBS2 《문화 산책의 밤》 - 2009년 방영분
- SBS 《강심장》 - 2009년 10월 6일 방영분
- KBS2 대한민국 대표 퀴즈쇼《1대 100》- 2009년 11월 10일 방영분

## 수상 및 후보
| 연도 | 시상식                      | 부문                           | 작품                | 결과 |
| ---- | --------------------------- | ------------------------------ | ------------------- | ---- |
| 2008 | SBS 연기대상                | 프로듀서상                     | 달콤한 나의 도시    | 수상 |
| 2009 | KBS 연기대상                | 여자 조연상                    | 천추태후            | 수상 |
| 2009 | 아시아 라틴문화 페스티벌    | 공로상                         | 빈칸                | 수상 |
| 2012 | 제33회 청룡영화상           | 여우조연상                     | 연가시              | 수상 |
| 2013 | 한국영화배우협회 송년의 밤  | 대한민국 영화 인기상           | 빈칸                | 수상 |
| 2014 | 제50회 백상예술대상         | 영화부문 여자 최우수연기상     | 숨바꼭질            | 후보 |
| 2014 | 제22회 대한민국문화연예대상 | 영화부문 여자 최우수연기상     | 아빠를 빌려드립니다 | 수상 |
| 2014 | 제34회 황금촬영상           | 심사위원특별상                 | 숨바꼭질            | 수상 |
| 2014 | MBC 연기대상                | 특별기획부문 여자 최우수연기상 | 마마                | 후보 |
| 2015 | 제51회 백상예술대상         | TV부문 여자 최우수연기상       | 마마                | 후보 |
| 2015 | 제51회 백상예술대상         | 영화부문 여자 조연상           | 카트                | 후보 |
| 2015 | 제24회 부일영화상           | 여우조연상                     | 카트                | 수상 |
| 2016 | 제2회 신스틸러 페스티벌     | 본상                           | 빈칸                | 수상 |
| 2019 | SBS 연기대상                | 여자 조연상                    | 배가본드            | 수상 |

## 경력사항
- 2009년 세이프 키즈 코리아 홍보대사
- 2009년 제주국제살사페스티벌 홍보대사
- 2009년 한중남미 고위급 포럼 홍보대사